# Lim Zoong-sun
Lim Zoong-sun ((림중선?, 林重善?); 16 luglio 1943) è un ex calciatore nordcoreano, di ruolo difensore.

## Carriera
Rappresentò la sua nazione ai mondiali di Inghilterra del 1966. Giocò anche per il Moranbong Sports Club.